# André-Marie Ampère

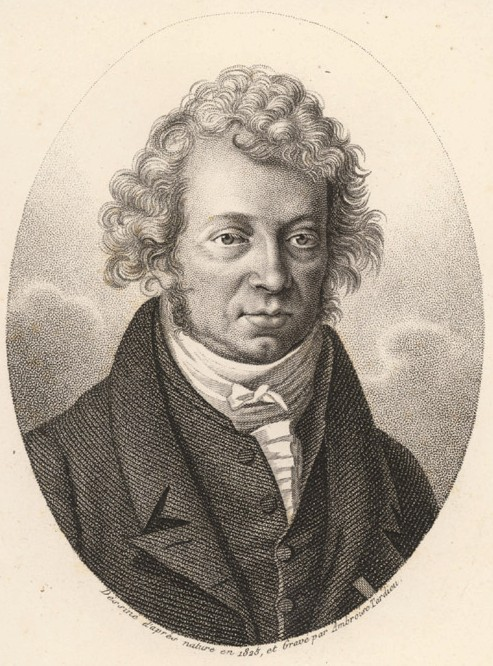
André-Marie Ampère

André-Marie Ampère (* 20. Januar 1775 in Lyon, Frankreich; † 10. Juni 1836 in Marseille) war ein französischer Physiker und Mathematiker. Er war der herausragende Experimentator und Theoretiker der frühen Elektrodynamik. Ampère erklärte den Begriff der elektrischen Spannung und des elektrischen Stromes und legte die Stromrichtung fest. Nach ihm wurde 1893 die SI-Einheit der elektrischen Stromstärke und zugleich die SI-Einheit der magnetischen Durchflutung benannt.

## Leben

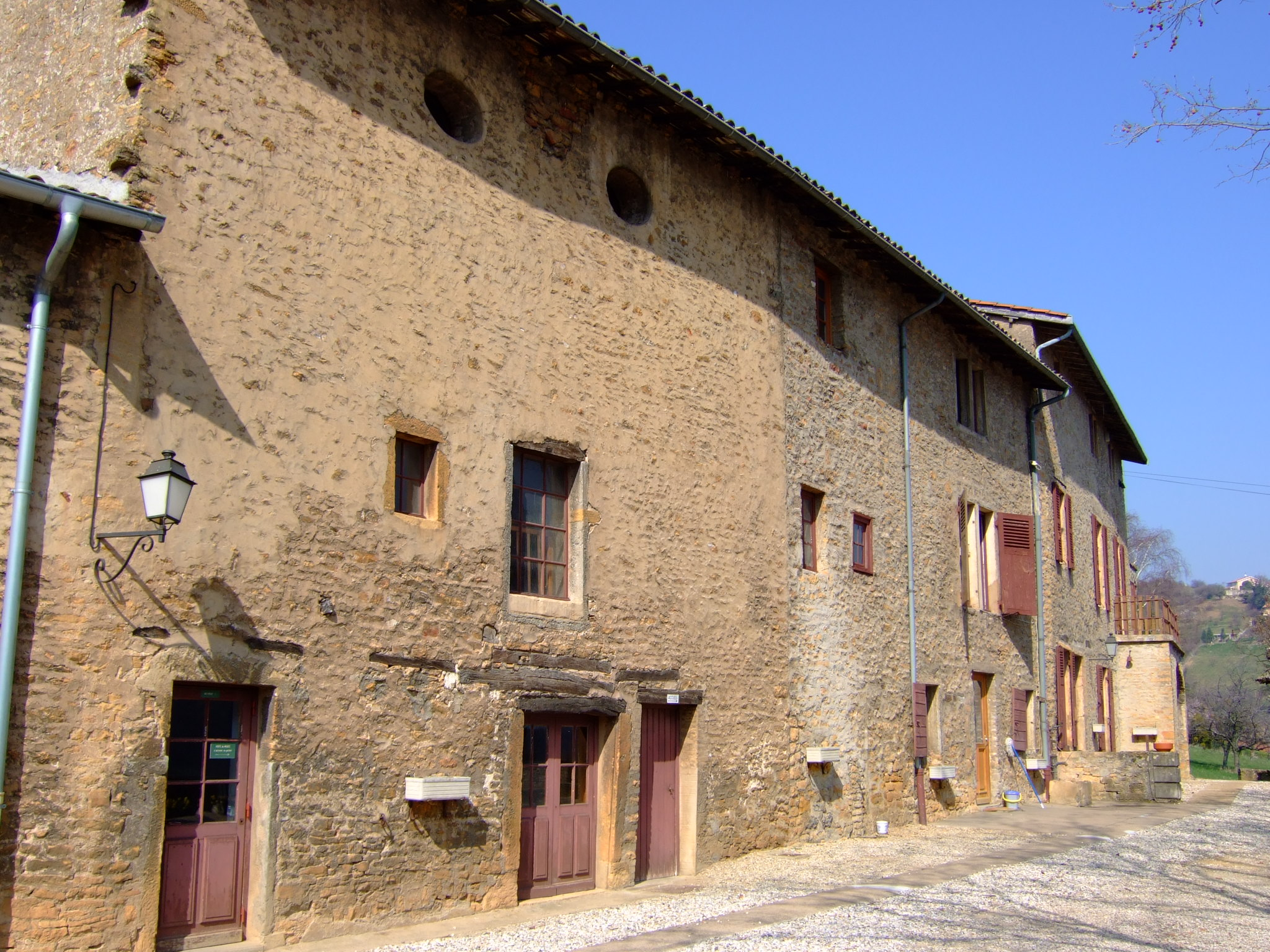
Elternhaus in Poleymieux, heute ein Museum

Ampère war der Sohn von Jean-Jacques Ampère und dessen Ehefrau Jeanne-Antoinette de Sarcey. Er fiel schon früh als wissbegieriger Knabe und durch sein gutes Gedächtnis auf. Sein Vater war ein Verehrer von Jean-Jacques Rousseau und erzog Ampère nach dessen Emile, seine Mutter sorgte für seine religiöse Verwurzelung im Katholizismus. Ampère las als Jugendlicher Buffons Naturgeschichte und systematisch die 35 Bände der Enzyklopädie von Denis Diderot und Jean d'Alembert und lernte Griechisch, Latein und Italienisch. Sein Vater wurde 1793 nach dem Fall von Lyon (während der Französischen Revolution) als Girondist hingerichtet (als Friedensrichter hatte er zuvor einen führenden Jakobiner in Lyon, Joseph Chalier, verhaften und hinrichten lassen), was bei Ampère eine tiefe Krise auslöste. Als Achtzehnjähriger befasste er sich mit den Lehrbüchern des Schweizer Mathematikers Leonhard Euler und der klassischen Mechanik von Joseph-Louis Lagrange. Im gleichen Alter entwickelte er eine Plansprache, die er als friedensförderndes Werkzeug ansah. Er wandte sich ebenfalls der Botanik, der Metaphysik und der Psychologie zu, ehe er Mathematik und Physik studierte. Nachdem das elterliche Vermögen zusammengeschmolzen war, gab er Privatunterricht, besonders in Mathematik. Seine Kontakte zur Außenwelt waren aber gering.
Im Jahre 1796 lernte er Julie Carron kennen, die er 1799 heiratete. Sie war etwas älter und stammte aus einer angesehenen bürgerlichen Familie in einem Nachbarort von Ampères Wohnort. Obwohl sie aus ähnlichem sozialem Hintergrund kamen, war Ampère keine gute Partie und er warb lange und hartnäckig um sie, was in seinem Tagebuch dokumentiert ist. 1800 wurde ihr Sohn Jean-Jacques Ampère geboren, der ein bekannter Historiker, Philologe und Schriftsteller wurde. 1802 wurde er Lehrer für Physik und Chemie an der École centrale in Bourg-en-Bresse. Im selben Jahr verfasste Ampère ein mathematisches Werk zu einem wahrscheinlichkeitstheoretischen Aspekt von Glücksspielen, und zwar der Frage der Wahrscheinlichkeit des Ruins des Spielers bei stetigem Einsatz eines festen Bruchteils seines Kapitals. Die Arbeit machte ihn unter Wissenschaftlern in Paris bekannt. Bald darauf verfasste er eine Arbeit zur theoretischen Mechanik und eine Abhandlung über partielle Differentialgleichungen, die ihm 1814 die Mitgliedschaft in der französischen Akademie der Wissenschaften (damals Institut Impérial) einbrachte.
Die vier Jahre seiner ersten Ehe waren die glücklichsten seines Lebens. Im Jahr 1803 starb nach vierjähriger Ehe seine Frau, die sich von der Geburt des Sohnes nie völlig erholt hatte. Ampère war tief getroffen. Sein Interesse für Mathematik erlahmte, und er befasste sich zunehmend mit den Schriften von Kant, allgemeiner Wissenschaftstheorie und mit der Chemie. 1804 zog er nach Paris, wo er Repetitor für Mathematik an der École polytechnique wurde, was ihn aber bald langweilte. Im Jahre 1808 wurde er Generalinspektor der Universitäten, was er bis auf ein paar Jahre in den 1820er Jahren bis zu seinem Tod blieb. Ab 1819 lehrte er außerdem Philosophie an der Historisch-Philosophischen Fakultät der Sorbonne und 1820 wurde er Assistenzprofessor in Astronomie. 1824 erhielt er den Lehrstuhl für Experimentalphysik am Collège de France.
Im August 1806 heiratete er in Paris Jeanne-Françoise Potot (1778–1866), die Ehe war aber unglücklich und wurde bald geschieden. Aus dieser Ehe stammt die Tochter Albine (1807–1842). Er musste nun allein für die zwei Kinder aus den beiden Ehen sorgen. Beide bereiteten ihm später Sorgen, seine Tochter war mit einem jähzornigen und oft betrunkenen Armeeoffizier verheiratet und sein Sohn verfiel dem Einfluss von Madame Recamier.
Am 10. Juni 1836 starb Ampère in Marseille auf einer Inspektionsreise im Alter von 61 Jahren an einer Lungenentzündung: „Sein Tod ist ein großer Verlust für die mathematischen Wissenschaften, welche durch seine ausgezeichneten Forschungen bedeutend gefördert worden.“ Er ist in Paris auf dem Cimetière de Montmartre beigesetzt.

## Werk
Ampère stellte drei Jahre nach Amedeo Avogadro unabhängig von diesem das Avogadrosche Gesetz auf. Er war auch offen für die Arbeiten von Humphry Davy, die die Grundfesten der französischen Schule der Chemie (Antoine Laurent de Lavoisier) erschütterten: für Lavoisier war Sauerstoff der Träger des Säureprinzips, nach Davys Entdeckung von Natrium und Kalium fand sich dieser aber in starken Basen. Damit löste sich auch das Rätsel des grünen Gases (Chlorgas) bei der Zersetzung von Salzsäure; Ampère wie Davy vermuteten, dass es ein neues Element (Chlor) sein könnte (während man nach der Lavoisier-Theorie Sauerstoff als Bestandteil vermutete). Da Ampère aber weder Zeit noch Mittel hatte, dem weiter nachzugehen, gilt Davy als dessen Entdecker. Später (1813) erkannte Ampère die Verwandtschaft des gerade in Seetang entdeckten Jods mit Chlor, in der öffentlichen Anerkennung als Entdeckung eines neuen Elements kamen ihm aber wieder andere zuvor. Er versuchte die chemische Affinität von Molekülen, die aus punktförmigen Atomen bestehen, aus der Geometrie von geometrischen Körpern (zum Beispiel Tetraeder, Oktaeder oder Würfel) abzuleiten. Beispielsweise bildeten bei Sauerstoff, Stickstoff und Wasserstoff vier Moleküle ein Tetraeder, bei Chlor acht Moleküle ein Oktaeder (nach Ampère); Verbindungen aus Elementen konnten nur bestehen, falls sie reguläre Polyeder bildeten (was bei Tetraeder und Oktaeder nicht möglich war, wohl aber zwei Tetraeder mit einem Oktaeder zu einem Dodekaeder). Ampères spekulativere Arbeiten zur Chemie fanden jedoch bei anderen Gelehrten seiner Zeit kaum Interesse.
Seine bedeutendsten Arbeiten entstanden ab 1820 und machten ihn zum Begründer der Elektrodynamik. Im Jahr 1827 verschlechterte sich Ampères Gesundheitszustand und er wandte sich von der Elektrodynamik anderen Gebieten zu (Philosophie, Logik, Anatomie, Kristalloptik, Botanik). In der Philosophie war er von Kant beeinflusst und war sogar einer der Ersten in Frankreich, die dessen Werk ernsthaft rezipierten. Für Ampère war dies eine Alternative zu der damals in Frankreich vorherrschenden sensualistischen Erkenntnistheorie von Étienne Bonnot de Condillac. Ampère lehnte aber gleichzeitig die Lehre von Raum und Zeit als A-priori-Anschauungen nach Kant ab, behielt aber dessen Unterscheidung von Phänomenen und Noumenon. Er folgte teilweise der Lehre seines Freundes Maine de Biran im Nachweis der Existenz einer unabhängigen materiellen Welt, von Gott und Seele. Ampère vertrat ein hypothetisch-deduktives Verfahren des wissenschaftlichen Erkenntnisgewinns: Der Naturforscher stellt eine Hypothese auf und fragt sich, welche Experimente unternommen werden müssen, um die Theorie zu stützen oder zu falsifizieren. Dabei ging er pragmatisch vor: Hypothesen konnten frei eingeführt werden, wichtig war nur, wie erfolgreich sie in der Naturerklärung waren. Später beschäftigte er sich mit der Naturphilosophie und der prästabilierten Harmonie von Gottfried Wilhelm Leibniz. Da das Denken des Menschen ein Bild des Denkens Gottes sei und Gott das Universum geschaffen habe, sollte nach Leibniz des Menschen Geist imstande sein, das Universum in reinen Denkakten zu verstehen: Sein und Denkgesetze sollten also einander entsprechen. Einheit der Wissenschaft sollte die Widerspiegelung des göttlichen Geistes sein. Ampère strebte danach, alle Wissenschaften zu klassifizieren, und veröffentlichte darüber 1834 ein Buch. Unter den 64 Disziplinen waren auch einige neu von ihm eingeführt worden, wie die technische Kinematik und Kybernetik.
In der Mathematik ist die Monge-Ampèresche Gleichung nach ihm benannt, eine nichtlineare partielle Differentialgleichung zweiter Ordnung, die in der Differentialgeometrie und bei Transportproblemen Anwendung findet und mit der sich Ampère um 1820 befasste (und davor Gaspard Monge).

## Arbeiten zur Elektrodynamik
Im Frühherbst 1820 wurde Ampère, der nun schon 45 Jahre alt war und dessen bisherige wissenschaftliche Arbeiten höchstens als Fußnoten in Lehrbüchern erschienen wären, durch François Arago auf die Versuche Hans Christian Ørsteds zur Ablenkung einer Magnetnadel durch den elektrischen Strom aufmerksam. Ampère wiederholte den Versuch und erkannte, dass Ørsted die Ablenkung des Magneten durch das Erdmagnetfeld nicht beachtet hatte. Mit einer verbesserten Versuchsanordnung konnte Ampère nun feststellen, dass sich die Magnetnadel immer senkrecht zum stromdurchflossenen Leiter stellte. Ampère nahm nun als Modellhypothese an, dass jeder Magnetismus seine Ursache in elektrischen Strömen habe und Ströme Magnetfelder erzeugen. Er überprüfte seine Hypothese – hypothetisch-deduktiv – zwischen dem 18. September und dem 2. November 1820 und konnte in aufeinanderfolgenden Versuchen nachweisen, dass zwei stromdurchflossene Leiter eine Anziehungskraft aufeinander ausüben, wenn in beiden Leitern die Elektrische Stromrichtung gleich ist, und dass sie eine Abstoßungskraft aufeinander ausüben, wenn die Stromrichtung entgegengesetzt ist. Ampère konstruierte ein Gerät zur Messung des Stroms, das er Galvanometer nannte (unabhängig von Ampère tat dies Johann Schweigger in Deutschland). Ampère verfeinerte seine Hypothese, indem er annahm, dass jeder Magnet viele Moleküle enthält, die jeweils einen kleinen Kreisstrom erzeugen (sog. Ampèresche Molekularströme zur Erklärung des Magnetismus). Er erkannte, dass die fließende Elektrizität die eigentliche Ursache des Magnetismus ist.
Im Jahr 1822 beschäftigte sich Ampère mit der Kraft zwischen zwei nahe beieinander liegenden stromdurchflossenen Leitern. Er konnte zeigen, dass diese Kraft zu dem Kehrwert des Abstands proportional ist. Bei der mathematischen Behandlung dieser Phänomene nahm er sich das Gravitationsgesetz (als Punkt-Kraft-Gesetz) von Isaac Newton zum Vorbild. Da der Strom jedoch als gerichtete Größe behandelt werden muss und die Stromstärke die Zeit als neue Größe enthält, hat das ampèresche Modell nur eine beschränkte Gültigkeit.
Ampère erklärte den Begriff der elektrischen Spannung und des elektrischen Stromes und setzte die Stromrichtung fest.
Neben der Begründung der Elektrodynamik erkannte Ampère das Prinzip der elektrischen Telegrafie (Vorschlag eines elektromagnetischen Telegraphen mit Jacques Babinet 1822), der aber über größere Entfernungen wenig praktikabel war. Erstmals realisiert wurde ein elektrischer Telegraph 1833 von Carl Friedrich Gauß und Wilhelm Eduard Weber in Göttingen.
Ampère glaubte, dass das Erdmagnetfeld durch starke elektrische Ströme ausgelöst wird, die in der Erdrinde von Osten nach Westen fließen.

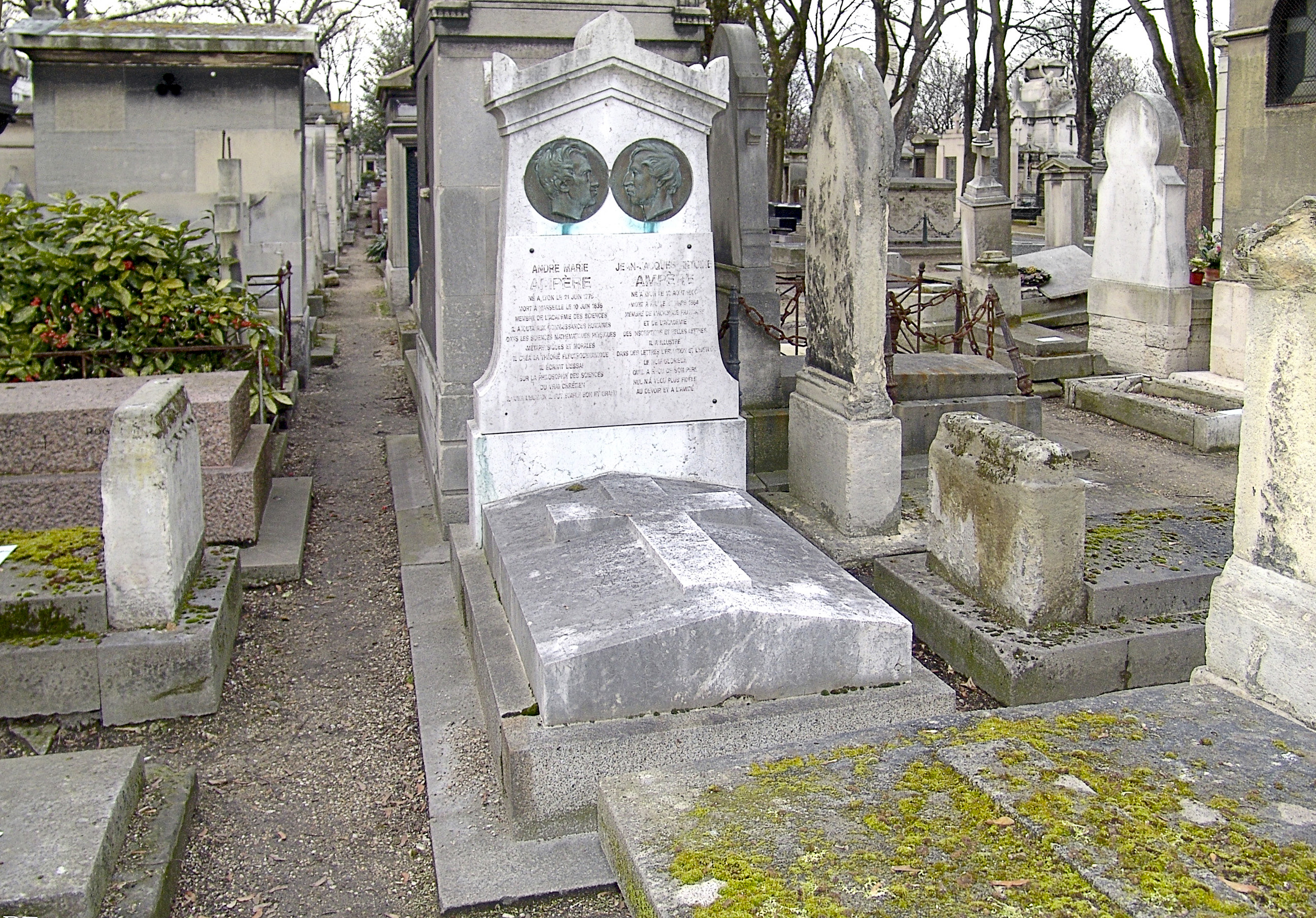
Grab von André-Marie Ampère und (rechts:) Sohn Jean-Jacques Antoine Ampère am Friedhof Montmartre, Paris.

James Clerk Maxwell zählte Ampères Arbeiten über Elektrodynamik in seinem Treatise on electricity and magnetism zu den glänzendsten Taten, die je in der Wissenschaft vollbracht worden sind. Seine Schrift ist in der Form vollendet, in der Präcision des Ausdrucks unerreichbar und ihre Bilance besteht aus einer Formel, aus der man alle Phänomene, die die Electricität bietet, abzuleiten vermag, und die in allen Zeiten als Cardinal-Formel der Electrodynamik bestehen bleiben wird. Gleichzeitig vermutete Maxwell, dass der Newton der Electricität, wie ihn Maxwell nennt, seine Theorie nicht allein aus induktiven Schlussfolgerungen (aus dem Experiment) erhalten habe, sondern einem anderen Weg folgte und dann vom Gerüst, das ihm zur Aufrichtung seines Gebäudes diente, alle Spuren entfernt hat.

## Charakterzüge
Ampères Charakter war von großer Liebenswürdigkeit und Sensibilität geprägt. Er neigte aber auch zu Überschwang und zur Melancholie, verstärkt durch mehrere Schicksalsschläge, zur Unentschlossenheit und einer gewissen Hilflosigkeit in Alltagsdingen und seine Zerstreutheit war sprichwörtlich. In seiner wissenschaftlichen Arbeit war er von großer Beharrlichkeit, folgte aber im Allgemeinen keinem systematischen Plan, sondern folgte einem Geistesblitz fieberhaft bis zu dessen Ausarbeitung. Ampère hatte eine Neigung zu metaphysischen Spekulationen und war tief religiös.

## Ehrungen

Briefmarke der Deutschen Post der DDR aus der Serie Bedeutende Persönlichkeiten (1975)

Zu Ehren Ampères ist die SI-Einheit des elektrischen Stromes „Ampere“ (Einheitenzeichen A) benannt worden. Er wurde durch Namensnennung auf dem Eiffelturm geehrt. Nach ihm ist seit 1935 ein Mondberg, der Mons Ampère, benannt. 1814 wurde er Mitglied der Académie des sciences in Paris und 1822 Fellow der Royal Society of Edinburgh. Ab 1825 war er korrespondierendes Mitglied der Königlichen Akademie der Wissenschaften und Schönen Künste von Belgien, ab 1827 der Preußischen Akademie der Wissenschaften sowie auswärtiges Mitglied der Royal Society. Im Dezember 1830 wurde er zum Ehrenmitglied der Russischen Akademie der Wissenschaften in St. Petersburg gewählt.
Nach ihm ist die Pflanzengattung Amperea A.Juss. aus der Familie der Wolfsmilchgewächse (Euphorbiaceae) benannt.

## Schriften

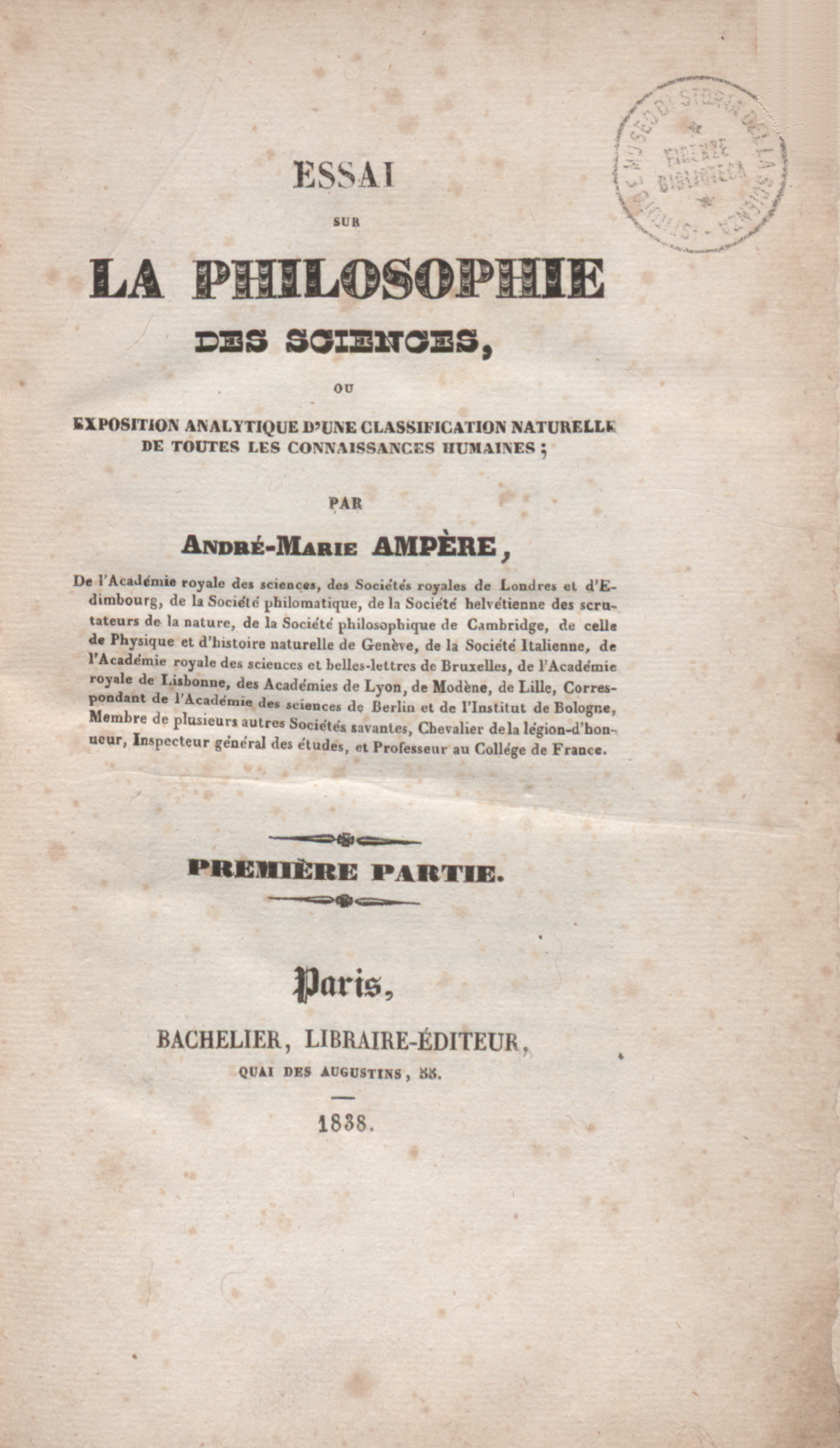
Essai sur la philosophie des sciences

- Considerations sur la théorie mathématique du jeu, Perisse, Lyon Paris 1802, online lesen im Internet-Archiv
- André-Marie Ampère: Recueil d'observations électro-dynamiques. contenant divers mémoires, notices, extraits de lettres ou d'ouvrages périodiques sur les sciences, relatifs a l'action mutuelle de deux courans électriques, à celle qui existe entre un courant électrique et un aimant ou le globe terrestre, et à celle de deux aimans l'un sur l'autre. Chez Crochard, 1822 (französisch, online lesen in der Google-Buchsuche [abgerufen am 26. September 2010]).
- André-Marie Ampère, Babinet (Jacques, M.): Exposé des nouvelles découvertes sur l'électricité et le magneétisme. Chez Méquignon-Marvis, 1822 (online lesen in der Google-Buchsuche [abgerufen am 26. September 2010]).
- André-Marie Ampère: Description d'un appareil électro-dynamique. Chez Crochard … et Bachelie, 1824 (online lesen in der Google-Buchsuche [abgerufen am 26. September 2010]).
- André-Marie Ampère: Théorie des phénomènes électro-dynamiques, uniquement déduite de l'expérience. Méquignon-Marvis, 1826 (online lesen in der Google-Buchsuche [abgerufen am 26. September 2010]).
  - André-Marie Ampère: Théorie mathématique des phénomènes électro-dynamiques: uniquement déduite de l'expérience. Neuauflage Auflage. A. Hermann, 1883 (online lesen im Internet-Archiv [abgerufen am 26. September 2010]).
- André-Marie Ampère: Essai sur la philosophie des sciences, ou, Exposition analytique d'une classification naturelle de toutes les connaissances humaines. Chez Bachelier, 1834 (online lesen in der Google-Buchsuche [abgerufen am 26. September 2010]).
  - André-Marie Ampère: Essai sur la philosophie des sciences. Band 1. Chez Bachelier, 1834 (online lesen in der Google-Buchsuche [abgerufen am 26. September 2010]).
  - André-Marie Ampère: Essai sur la philosophie des sciences. Band 2. Bachelier, 1843 (online lesen in der Google-Buchsuche [abgerufen am 26. September 2010]).

Briefe:
- Henriette Cheuvreux (Hrsg.): Journal et correspondance de André-Marie Ampère. Recueillis par Mme H. C. J. Hetzel, Paris 1872, online lesen im Internet-Archiv
  - André-Marie Ampère. Correspondance et souvenirs (de 1793 a 1805). Recueillis par Madame H. C. J. Hetzel, Paris 1877 (7. Auflage), online lesen im Internet-Archiv
  - André-Marie Ampère. Journal et correspondance (1793 à 1805). Recueillis par Madame H. C. Paul Ollendorff, Paris 1893 (9. Auflage), online lesen im Internet-Archiv
- Henriette Cheuvreux (Hrsg.): André-Marie Ampère et Jean-Jacques Ampère. Correspondance et souvenirs (de 1805 a 1864). Recueillis par Madame H. C. J. Hetzel, Paris 1875 (im Internet-Archiv: Band 1, 2)
- Correspondance du Grand Ampère, 3 Bände, Paris 1936 bis 1943